# سوئد پیش از تاریخ

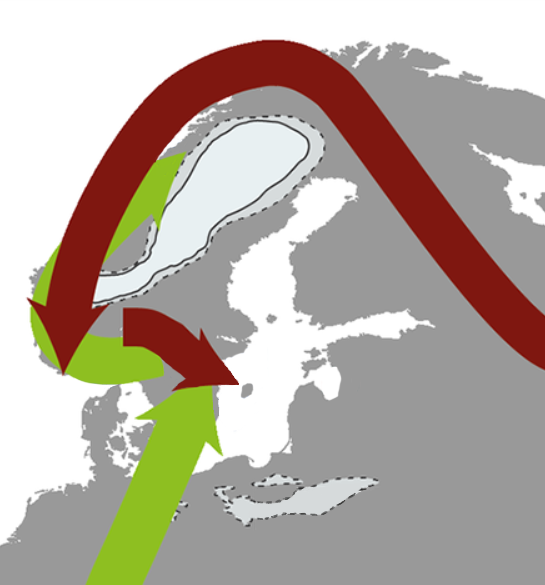
مسیرهای ورود اولین افرادی که پس از آخرین یخبندان وارد سرزمین سوئد شدند.

در سوئد پیش از تاریخ، نخستین انسان‌هایی که پس از عصر یخبندان وارد اسکاندیناوی شدند، حدود ۱۱ هزار سال پیش با قایق‌های چرمی از جنوب به سواحل سوئد رسیدند. آنان شکارچیانی با پوست تیره و چشمان آبی بودند که در ابتدا فقط تابستان‌ها برای شکار گوزن شمالی به منطقه می‌آمدند، اما به‌تدریج در آنجا سکونت دائمی یافتند.
مدتی بعد، موج دوم مهاجران از شرق اروپا (احتمالاً از نواحی امروزی روسیه) از راه شمال نروژ وارد اسکاندیناوی شد. این گروه، پوستی روشن‌تر، رنگ‌چشم و موی متنوع‌تر داشتند و فناوری پیشرفته‌تری مانند ابزارهای سنگی جدید و فرهنگ متفاوتی از جمله نقش‌های سنگی، آیین‌های خاکسپاری و نمادهای آیینی با خود آوردند.
بر پایه تحلیل‌های ژنتیکی، این دو گروه بدون درگیری خاصی با هم آمیختند و ترکیب ژنتیکی آن‌ها باعث شد اسکاندیناوی در آغاز دوران سنگ، یکی از متنوع‌ترین جمعیت‌های اروپا را از نظر ژنتیکی داشته باشد. این آمیختگی همچنین زمینه‌ساز تحولاتی همچون روشن‌تر شدن تدریجی پوست مردم منطقه برای سازگاری با کمبود نور خورشید و تولید ویتامین دی شد. این یافته‌ها بخشی از پروژه اطلس ژنوم انسانی است که توسط پژوهشگران دانشگاه اوپسالا انجام شده است.

## دوره‌ها
سکونت انسان در منطقه‌ای که امروزه سوئد نام دارد، حدود سال ۱۲۰۰۰ پیش از میلاد آغاز شد. کهن‌ترین مردمان شناخته‌شده به فرهنگ برومه (Bromme) در دورهٔ پارینه‌سنگی زبرین تعلق داشتند که در پایان آخرین عصر یخبندان از جنوب به این ناحیه گسترش یافتند.
فرهنگ کشاورزی دوران نوسنگی در حدود ۴۰۰۰ پیش از میلاد در مناطق جنوبی سوئد تثبیت شد، اما در مناطق شمالی بسیار دیرتر رواج یافت. حدود ۱۷۰۰ پیش از میلاد، عصر مفرغ شمالی در جنوب این کشور آغاز شد که بر پایهٔ فلزات وارداتی شکل گرفته بود. این دوره در حدود ۵۰۰ پیش از میلاد جای خود را به عصر آهن داد که در آن، از ذخایر سنگ آهن محلی بهره‌برداری می‌شد. گورستان‌ها عمدتاً از حدود ۲۰۰ پیش از میلاد به بعد شناخته شده‌اند.
در سدهٔ نخست میلادی، واردات اشیای رومی افزایش یافت. کشاورزی به‌تدریج به نواحی شمالی گسترش یافت و مرزهای دائمی مزارع با سنگ ساخته شد. تپه‌قلعه‌ها به شکل رایجی ظاهر شدند. از دورهٔ مهاجرت (حدود ۴۰۰ تا ۵۵۰ میلادی) و دورهٔ وندل (حدود ۵۵۰ تا ۷۹۰ میلادی) آثار فلزی متنوعی، از جمله زیورآلات طلایی، به‌جا مانده است.
عصر آهن سوئد تا پایان دوران وایکینگ‌ها ادامه می‌یابد، که با ورود معماری سنگی و آغاز مسیحی‌سازی اسکاندیناوی در حدود سال ۱۱۰۰ میلادی پایان می‌پذیرد. منابع تاریخی پیش از این دوره پراکنده و غیرقابل اتکاست. نخستین گزارش‌های رومی دربارهٔ سوئد در آثار تاسیتوس، تاریخ‌نگار رومی، در سال ۹۸ میلادی دیده می‌شود. خط رونی در سدهٔ دوم میلادی پدید آمد و نوشته‌های کوتاهی که از آن باقی مانده نشان می‌دهد مردم جنوب اسکاندیناوی در آن زمان به زبان نیانورس، نیای زبان سوئدی امروزی، سخن می‌گفتند.